# ماري ارتشر
ماري ارتشر (بالإنجليزية: Mary Archer)‏ هي كيميائية وفيزيائية بريطانية، ولدت في 22 ديسمبر 1944 في إبسوم في المملكة المتحدة.